# Unonopsis esmeraldae
Unonopsis esmeraldae är en kirimojaväxtart som beskrevs av Paulus Johannes Maria Maas och Lübbert Ybele Theodoor Westra. Unonopsis esmeraldae ingår i släktet Unonopsis och familjen kirimojaväxter. Inga underarter finns listade i Catalogue of Life.